# Mistrzostwa Europy U-19 w Piłce Nożnej Kobiet 2015
Mistrzostwa Europy U-19 w piłce nożnej kobiet 2015 – odbyły się w dniach od 15 do 27 lipca 2015 w Izraelu. Była to 14 edycja mistrzostw Europy w tej kategorii wiekowej.

## Uczestnicy
- Izrael
- Hiszpania
- Szwecja
- Niemcy
- Norwegia
- Francja
- Anglia
- Dania

## Stadiony
| Miasto           | Nazwa stadionu                  | Pojemność |
| ---------------- | ------------------------------- | --------- |
| Netanja          | Stadion Netanja                 | 13,610    |
| Riszon le-Cijjon | Stadion im. Chajjima Haberfelda | 6,000     |
| Lod              | Lod Municipal Stadium           | 3,000     |
| Ramla            | Ramla Municipal Stadium         | 2 000     |

## Sędziny
Sędziny główne
- Esther Azzopardi (Malta)
- Lorraine Clark (Szkocja)
- Rhona Daly (Irlandia)
- Eleni Lampadariou (Grecja)
- Lina Lehtovaara (Finlandia)
- Ana Minić (Serbia)
- Sędzina rezerwowa:  Sofia Karagiorgi (Cypr)

Sędziny boczne
- Biljana Atanasovski (Macedonia)
- Stephanie Forde (Belgia)
- Fijke Hoogendijk (Holandia)
- Susanne Küng (Szwajcaria)
- Mihaela Ţepuşă (Rumunia)
- Katalin Török (Węgry)
- Jasmina Tupaja (Bośnia i Hercegowina)
- Diana Vanaga (Łotwa)
- Sędzina rezerwowa:  Biljana Iskin (Austria)
- Sędzina rezerwowa:  Gulyana Guvandiyeva (Azerbejdżan)

Sędziny techniczne
- Lilach Asulin (Izrael)
- Vesna Budimir (Chorwacja)

## Grupa A
| Zespół  | Pkt | M | W | R | P | Br+ | Br− | +/− |
| ------- | --- | - | - | - | - | --- | --- | --- |
| Francja | 9   | 3 | 3 | 0 | 0 | 6   | 0   | +6  |
| Szwecja | 6   | 3 | 2 | 0 | 1 | 4   | 1   | +3  |
| Dania   | 3   | 3 | 1 | 0 | 2 | 2   | 3   | -1  |
| Izrael  | 0   | 3 | 0 | 0 | 3 | 1   | 9   | -6  |

| 15 lipca 2015 19:30 CET | Francja · Léger 49' | 1:0Raport | Dania | Stadion Netanja, Netanja · Sędzia: Ana Minić ( Serbia) |
|                         |                     |           |       |                                                        |

| 15 lipca 2015 20:10 CET | Izrael | 0:3Raport | Szwecja · Björn 22' · Blackstenius 28', 72' | Lod Municipal Stadium, Lod · Sędzia: Rhona Daly ( Irlandia) |
|                         |        |           |                                             |                                                             |

| 18 lipca 2015 19:30 CET | Szwecja · Angeldal 35' (karny) | 1:0Raport | Dania | Stadion im. Chajjima Haberfelda, Riszon le-Cijjon · Sędzia: Lorraine Clark ( Szkocja) |
|                         |                                |           |       |                                                                                       |

| 18 lipca 2015 21:15 CET | Izrael | 0-4Raport | Francja · Mateo 10' · Carage 26' · Gathrat 63' · Léger 90' | Stadion Netanja, Netanja · Sędzia: Lina Lehtovaara ( Finlandia) |
|                         |        |           |                                                            |                                                                 |

| 21 lipca 2015 19:40 CET | Dania · Sørensen 33', 60' | 2:1Raport | Izrael · Avital 22' | Lod Municipal Stadium, Lod · Sędzia: Eleni Lampadariou ( Grecja) |
|                         |                           |           |                     |                                                                  |

| 21 lipca 2015 19:40 CET | Szwecja | 0:1Raport | Francja · Andersson 5' (sam.) | Stadion Netanja, Netanja · Sędzia: Rhona Daly ( Irlandia) |
|                         |         |           |                               |                                                           |

## Grupa B
| Zespół    | Pkt | M | W | R | P | Br+ | Br− | +/− |
| --------- | --- | - | - | - | - | --- | --- | --- |
| Niemcy    | 6   | 3 | 2 | 0 | 1 | 3   | 3   | 0   |
| Hiszpania | 6   | 3 | 2 | 0 | 1 | 7   | 2   | +5  |
| Norwegia  | 4   | 3 | 1 | 1 | 1 | 2   | 4   | -2  |
| Anglia    | 1   | 3 | 0 | 1 | 2 | 2   | 5   | -3  |

| 15 lipca 2015 19:30 CET | Anglia · George 30' | 1:2Raport | Niemcy · Ehegötz 25' · Knaak 87' | Stadion im. Chajjima Haberfelda, Riszon le-Cijjon · Sędzia: Lina Lehtovaara ( Finlandia) |
|                         |                     |           |                                  |                                                                                          |

| 15 lipca 2015 19:30 CET | Hiszpania · Redondo 22', 83' · Nahikari 26' · Garrote 38' | 4:0Raport | Norwegia | Ramla Municipal Stadium, Ramla · Sędzia: Esther Azzopardi ( Malta) |
|                         |                                                           |           |          |                                                                    |

| 18 lipca 2015 19:30 CET | Anglia · Flint 9' | 1:3Raport | Hiszpania · Garrote 54' · Redondo 82' · Gálvez 90' | Ramla Municipal Stadium, Ramla · Sędzia: Eleni Lampadariou ( Grecja) |
|                         |                   |           |                                                    |                                                                      |

| 18 lipca 2015 19:30 CET | Niemcy | 0:2Raport | Norwegia · Fjelldal 5' · Knaak 33' (sam.) | Lod Municipal Stadium, Lod · Sędzia: Ana Minić ( Serbia) |
|                         |        |           |                                           |                                                          |

| 21 lipca 2015 19:30 CET | Norwegia | 0:0Raport | Anglia | Ramla Municipal Stadium, Ramla · Sędzia: Esther Azzopardi ( Malta) |
|                         |          |           |        |                                                                    |

| 21 lipca 2015 19:30 CET | Niemcy · Gálvez 39' (sam.) | 1:0Raport | Hiszpania | Stadion im. Chajjima Haberfelda, Riszon le-Cijjon · Sędzia: Lorraine Clark ( Szkocja) |
|                         |                            |           |           |                                                                                       |

## Faza finałowa
W fazie finałowej, dogrywka oraz seria rzutów z punktu karnego są używane do wyłonienia zwycięzcy w razie remisu.

### Drabinka
|  |                    |           |           |                    |  |       |       |       |
|  | Półfinał           | Półfinał  | Półfinał  |                    |  | Finał | Finał | Finał |
|  | Półfinał           | Półfinał  | Półfinał  |                    |  | Finał | Finał | Finał |
|  | 24 lipca – Netanja |           |           |                    |  |       |       |       |
|  |                    |           |           |                    |  |       |       |       |
|  | Niemcy             | Niemcy    | 3 (2)     |                    |  |       |       |       |
|  | Niemcy             | Niemcy    | 3 (2)     | 27 lipca – Netanja |  |       |       |       |
|  | Szwecja            | Szwecja   | 3 (4)     |                    |  |       |       |       |
|  | Szwecja            | Szwecja   | 3 (4)     | Szwecja            |  |       |       |       |
|  | 24 lipca – Lod     |           |           |                    |  |       |       |       |
|  |                    |           | Hiszpania |                    |  |       |       |       |
|  | Francja            | Francja   | 1 (4)     |                    |  |       |       |       |
|  | Francja            | Francja   | 1 (4)     |                    |  |       |       |       |
|  | Hiszpania          | Hiszpania | 1 (5)     |                    |  |       |       |       |
|  | Hiszpania          | Hiszpania | 1 (5)     |                    |  |       |       |       |

### Półfinały
| 24 lipca 2015 19:00            | Niemcy · Knaak 12' · Ehegötz 58' · Gier 78' | 3-3 k. 2:4Report                            | Szwecja · Almqvist 21' · Blackstenius 44', 88' | Lod Municipal Stadium, Lod · Sędzia: Esther Azzopardi ( Malta) |
|                                |                                             |                                             |                                                |                                                                |
|                                |                                             | Rzuty karne                                 |                                                |                                                                |
| Knaak · Gier · Rauch · Gaugigl |                                             | Angeldal · Björn · Blackstenius · Blomqvist |                                                |                                                                |

| 24 lipca 2015 21:30                                | Francja · Léger 36' | 1-1 k. 4:5Report                                  | Hiszpania · Sánchez 42' | Stadion Netanja, Netanja · Sędzia: Rhona Daly ( Irlandia) |
|                                                    |                     |                                                   |                         |                                                           |
|                                                    |                     | Rzuty karne                                       |                         |                                                           |
| Greboval · Lahmari · Karchaoui · Romanelli · Léger |                     | Domínguez · Hernández · Ortega · Beltrán · García |                         |                                                           |

### Finał
| 27 lipca 2015 19:40 | Hiszpania · Hernández 81' | 1-3Raport | Szwecja · Blackstenius 28', 36' · Angeldal 89' | Stadion Netanja, Netanja · Sędzia: Lina Lehtovaara ( Finlandia) |
|                     |                           |           |                                                |                                                                 |

## Najlepsze strzelczynie
6 gole
- Stina Blackstenius

3 gole
- Alba Redondo
- Marie-Charlotte Léger

2 gole
- Nicoline Sørensen
- Pilar Garrote
- Nina Ehegötz
- Rebecca Knaak
- Filippa Angeldal

1 gol
- Natasha Flint
- Gabrielle George
- Rocío Gálvez
- Nahikari García
- Andrea Sánchez
- Sandra Hernández
- Noémie Carage
- Juliane Gathrat
- Clara Mateo
- Madeline Gier
- Eden Avital
- Vilde Fjelldal
- Tove Almqvist
- Nathalie Björn

gol samobójczy
- Rebecca Knaak (dla Norwegii)
- Rocío Gálvez (dla Niemiec)
- Emelie Andersson (dla Francji)